# Bassaniodes turlan
Bassaniodes turlan es una especie de araña cangrejo del género Bassaniodes, familia Thomisidae. Fue descrita científicamente por Marusik & Logunov en 1990.

## Distribución
Esta especie se encuentra en Asia Central.